# لازلو بوجنار
لازلو بوجنار (بالمجرية: Bognár László)‏ مواليد 24 فبراير 1968 في المجر، هو ملاكم محترف مجري بدأ مسيرته الاحترافية سنة 1994. شارك في دورة الألعاب الأولمبية الصيفية سنة 1992.

## إحصائيات
خاض خلال مسيرته 52 نزالا، فاز في 37 وتعادل في 2 وخسر في 13. فاز بالضربة القاضية في 14 نزالا.

## روابط خارجية
- لازلو بوجنار على موقع بوكس ريك (الإنجليزية) (registration required)
- لازلو بوجنار على موقع أوليمبيديا (الإنجليزية)
- لازلو بوجنار على موقع اللجنة الأولمبية المجرية (الهنغارية)